# Jules Grużewski
Jules Grużewski, né le 8 février 1808 à Kelmė et mort le 3 novembre 1865 à Paris 2e, est un insurgé polonais de la révolution du 29 novembre.

## Biographie
Jules (Juliusz) est le fils de Jacques Grużewski (Jakub Kazimierz Grużewski (pl)) et Dorothée Sacken, propriétaires terrien en Samogitie, dans la région de Raseiniai.
Son père meurt en 1829, et Juliusz hérite des affaires ainsi que des responsabilités familiales, puisqu'il est l'ainé des enfants.
Lorsqu'éclate l'Insurrection de novembre 1830, il prend part au conflit à la tête d'une centaine de bénévoles, et s'en remet au ordres du général Antoni Giełgud.
Le 25 mars 1831, il chasse avec sa troupe d'insurgés la garnison russe de la ville de Raseiniai (Rossieny), ce qui provoque l’insurrection de la Lituanie pour laquelle, à son tour, Émilie Plater s'impliquera.
Souhaitant fournir aux insurgés des armes, il va jusqu'à troquer sa collection numismatique personnelle (amassée depuis plusieurs générations) pour de la poudre.
Il devient là-bas le principal fournisseur d'armes.
Après le conflit, il vit en exil entre France et la Suisse, mais s'attache à Paris.
Il s’associe avec François Czapek, horloger d'origine tchèque, qui souhaite, à partir de son horlogerie située à Varsovie, créer une filiale à Paris, Czapek & Cie, Place Vendôme.
L'empereur français Napoléon III aide l'entreprise qui deviendra un des fournisseur à la cour impériale. La société est liquidée en 1869.
Jules Grużewski s'éteint à l'âge de 57 ans, chez lui, rue de Port-Mahon.